# Jürgen Rohweder
Jürgen Rohweder (* 12. Februar 1941; † 5. November 2024) war ein deutscher Fußballspieler. Der Abwehrspieler spielte von 1961 bis 1972 in der Fußball-Oberliga Nord, Regionalliga Nord, Regionalliga Südwest, Fußball-Bundesliga und Regionalliga Süd bei den Vereinen VfR Neumünster, Holstein Kiel, Saar 05 Saarbrücken, Borussia Neunkirchen und SV Darmstadt 98.

## Karriere
Rohweder wurde am 1. Juli 1960 vom VfR Neumünster verpflichtet. Er spielte von 1961 bis 1964 mit dem VfR Neumünster in der Oberliga Nord und Regionalliga Nord, bis er zum Ligarivalen Holstein Kiel wechselte. Bei den lila-weißen Rasensportlern aus Neumünster debütierte er am 19. März 1961 bei einer 0:3-Auswärtsniederlage beim VfL Osnabrück als linker Außenläufer im damals praktizierten WM-System in der Oberliga Nord. Im letzten Spieljahr der regionalen Erstklassigkeit der Oberliga, 1962/63, startete er mit dem VfR mit 0:8 Auftaktpunkten schlecht in die Runde. Nach 30 Rundenspielen landete er mit Neumünster mit 35:25 Punkten auf dem vierten Rang; Rohweder hatte 29 Ligaspiele mit einem Torerfolg an der Seite von Siegfried Agurew, Peter Kaack und Günter Meß absolviert. Insgesamt wird er mit 60 Oberligaeinsätzen und einem Tor in der Oberliga Nord geführt. Im ersten Jahr der zweitklassigen Regionalliga unter der neu eingeführten Fußball-Bundesliga, 1963/64, nahm er mit Neumünster am Intertoto-Cup gegen die Gegner SK Rapid Wien, PSV Eindhoven und Djurgardens IF teil. In der Regionalliga kam er für Neumünster auf 29 Spiele, in denen er ein Tor schoss; es wurde aber nur der 10. Platz belegt. Zur Saison 1964/65 nahm er das Angebot von Holstein Kiel an und wechselte zu den „Störchen“.
Mit Kiel spielte er zwei weitere Spielzeiten in der Nordstaffel. In seinem ersten Kieler Jahr gewann er mit seiner neuen Mannschaft die Meisterschaft im Norden. In der BL-Aufstiegsrunde ragten die Auseinandersetzungen mit dem späteren Aufsteiger Borussia Mönchengladbach heraus. Das Auswärtsspiel auf dem Bökelberg vor 35.000 Zuschauern verlor Kiel in der 92. Minute durch einen Treffer von Egon Milder mit 0:1 Toren. Das Heimspiel gegen das Team von Trainer Hennes Weisweiler gewann der Nordmeister am 19. Juni mit 4:2 Toren. Kiel trat in den Spielen im Angriff mit Gerd Koll, Franz-Josef Hönig, Gerd Saborowski, Rohweder und Manfred Podlich an. Insgesamt kam er in Kiel – im zweiten Jahr, 1965/66, belegte er mit Kiel den dritten Rang – auf weitere 36 Regionalligaspiele und zwei weitere Tore.
Anschließend wechselte er in die Südweststaffel zum SV Saar 05 Saarbrücken. Nach einem Jahr bei Saar 05 zog es Rohweder weiter zu Borussia Neunkirchen. Neunkirchen war grade in der Bundesliga aufgestiegen. Unter Trainer Željko Čajkovski absolvierte 22 Spiele in der Saison 1967/68, Neunkirchen konnte den Abstieg als Vorletzter aber nicht verhindern. Er debütierte in der Bundesliga am 13. September 1967 bei einer 0:2-Auswärtsniederlage bei Hannover 96. Er vertrat den verletzten Erich Leist als Stopper. Seinen ersten Bundesligaerfolg feierte er am 30. September mit einem 3:2-Heimerfolg gegen den Karlsruher SC. Er war auch aktiv, als die Saarländer am 4. November 1967 mit 0:10 Toren bei Borussia Mönchengladbach unter die Räder kamen. Am 34. Rundenspieltag, den 25. Mai 1968, verabschiedete er sich mit Neunkirchen mit einer 1:2-Auswärtsniederlage aus der Bundesliga. Rohweder verließ nach dem Jahr das Saarland und spielte bis 1972 für den SV Darmstadt 98 in der Regionalliga Süd.
Bei den „Lilien“ vom Stadion am Böllenfalltor gehörte er der Stammbesetzung an. In seinem zweiten Jahr, 1969/70, stieg er mit den Hessen in das Amateurlager ab, feierte aber umgehend 1970/71 unter Spielertrainer Wolfgang Solz Meisterschaft und Rückkehr in die Regionalliga Süd. Unter dem neuen Trainer Udo Klug und an der Seite von Mitspielern wie Hans Lindemann, Edwin Westenberger, Rudolf Koch und Willi Wagner kam er 1971/72 nochmals zu 17 Ligaeinsätzen und beendete im Sommer 1972 nach insgesamt 76 Regionalligaeinsätzen mit 17 Toren für Darmstadt seine höherklassige Spielerlaufbahn.
Danach ging er in das Amateurlager zurück und wechselte zum SV Wiesbaden.